# Ankenbälli (Guttannen)
Ankenbälli är en bergstopp på gränsen mellan kommunerna Guttannen och Innertkirchen i kantonen Bern i Schweiz. Den är belägen i Bernalperna, cirka 65 kilometer sydost om huvudstaden Bern. Toppen på Ankenbälli är 3 601 meter över havet.